# Carvaka modesta
Carvaka modesta är en insektsart som beskrevs av William Lucas Distant 1918. Carvaka modesta ingår i släktet Carvaka och familjen dvärgstritar. Inga underarter finns listade i Catalogue of Life.